# Sintjohannesga
Sintjohannesga (en frison : Sint Jânsgea) est un village de la commune néerlandaise de De Fryske Marren, situé dans la province de Frise. 

## Géographie
Le village est situé à 6 km au sud-est de Joure.

## Histoire
Sintjohannesga est un village de la commune de Skarsterlân avant le 1er janvier 2014, date à laquelle celle-ci fusionne avec Gaasterlân-Sleat et Lemsterland pour former la nouvelle commune de De Friese Meren, devenue De Fryske Marren en 2015.

## Démographie
Le 1er janvier 2018, le village comptait 1 260 habitants.